# Lopatanj
Lopatanj (Servisch cyrillisch Лопатањ) is een plaats in de Servische gemeente Osečina. De plaats telt 1330 inwoners (2002).

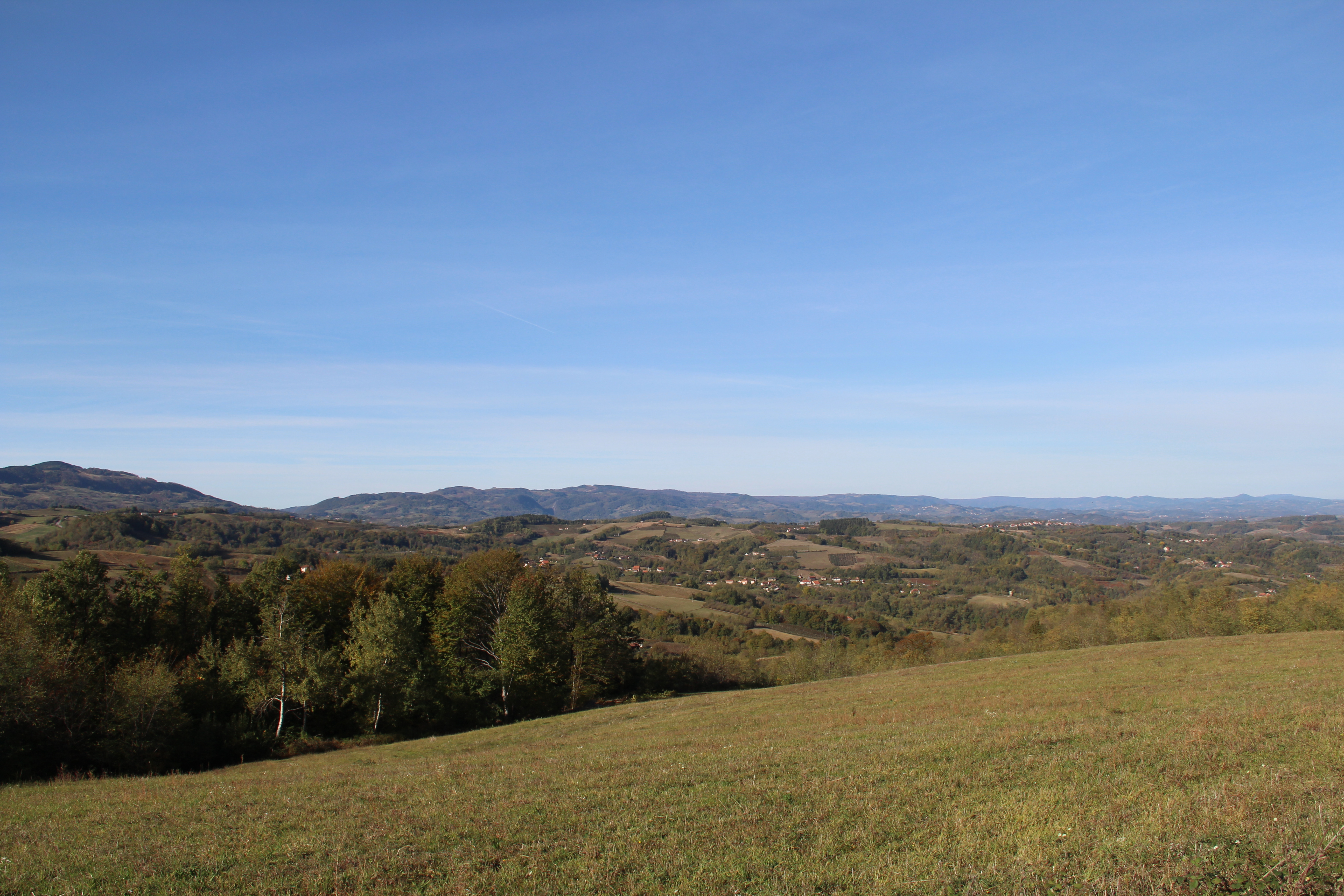
Lopatanj - panorama
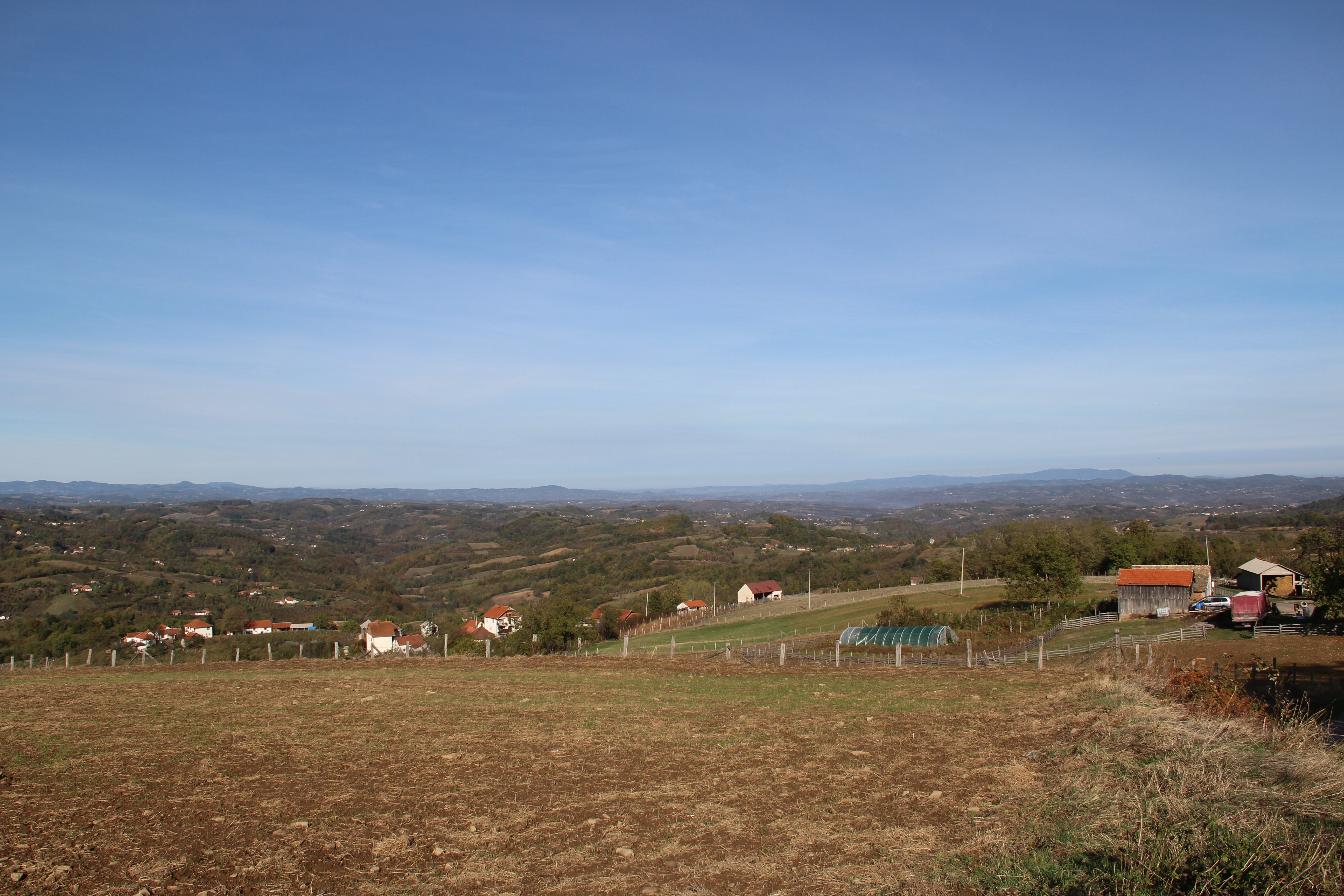
Lopatanj - panorama
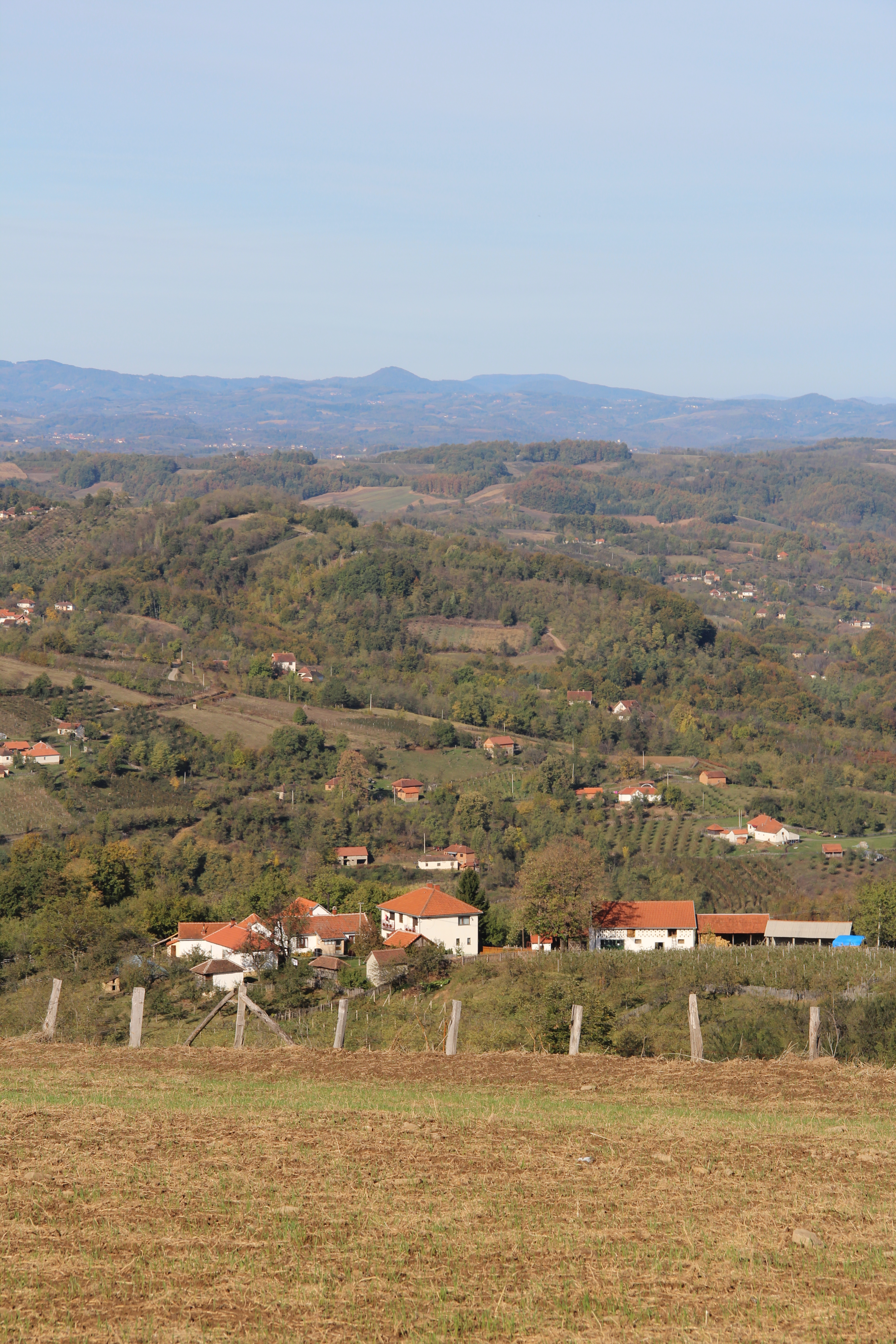
Lopatanj - panorama
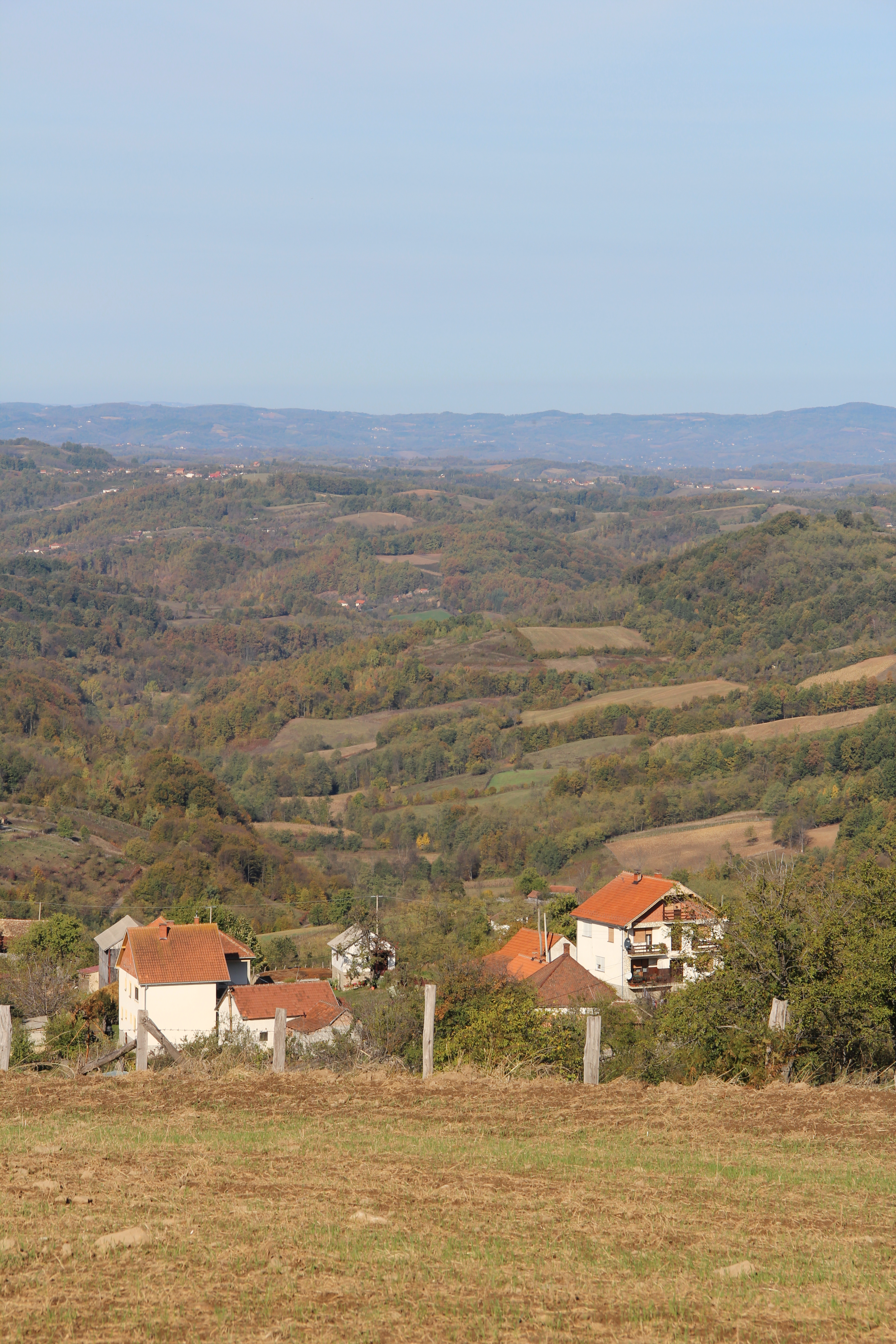
Lopatanj - panorama
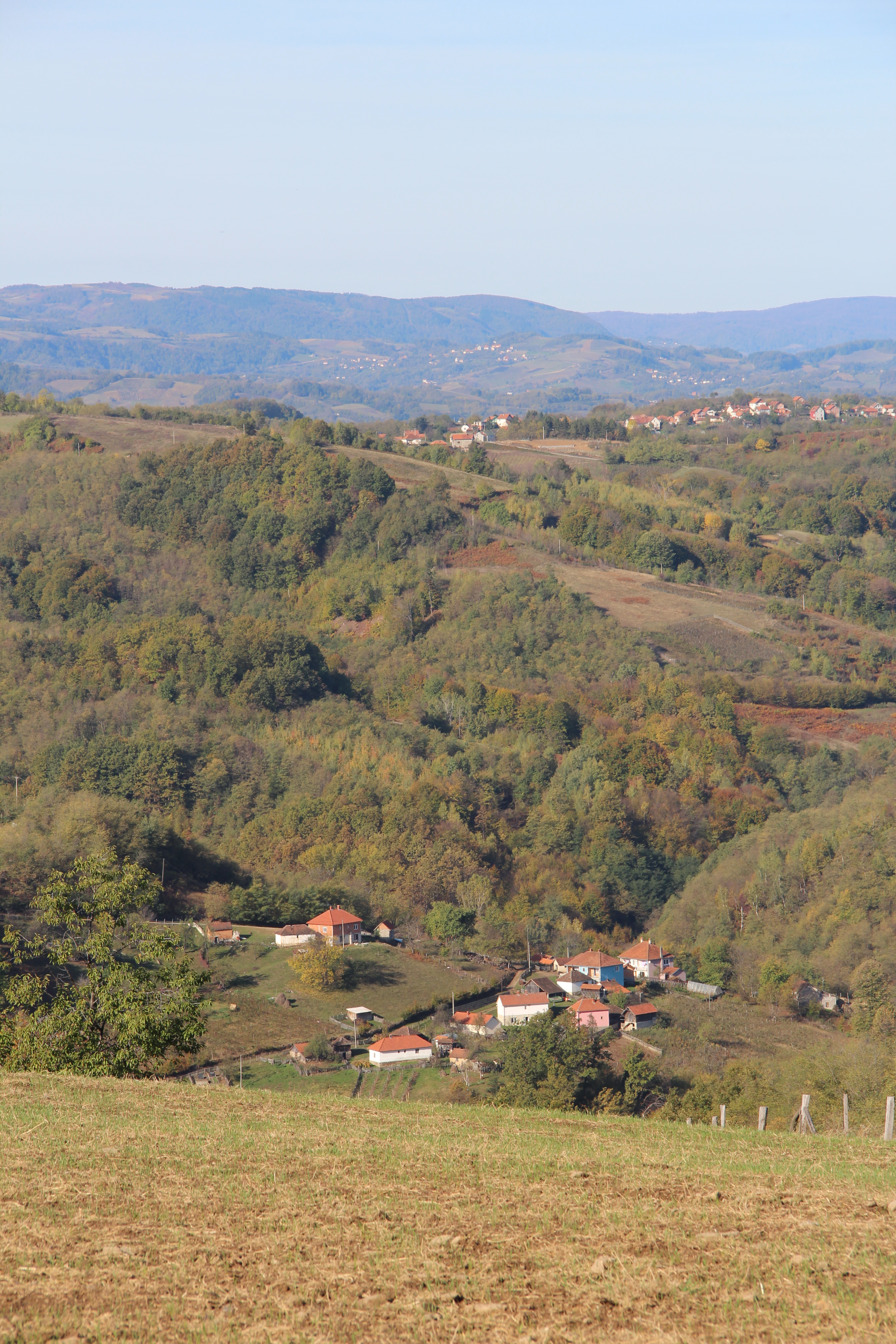
Lopatanj - panorama
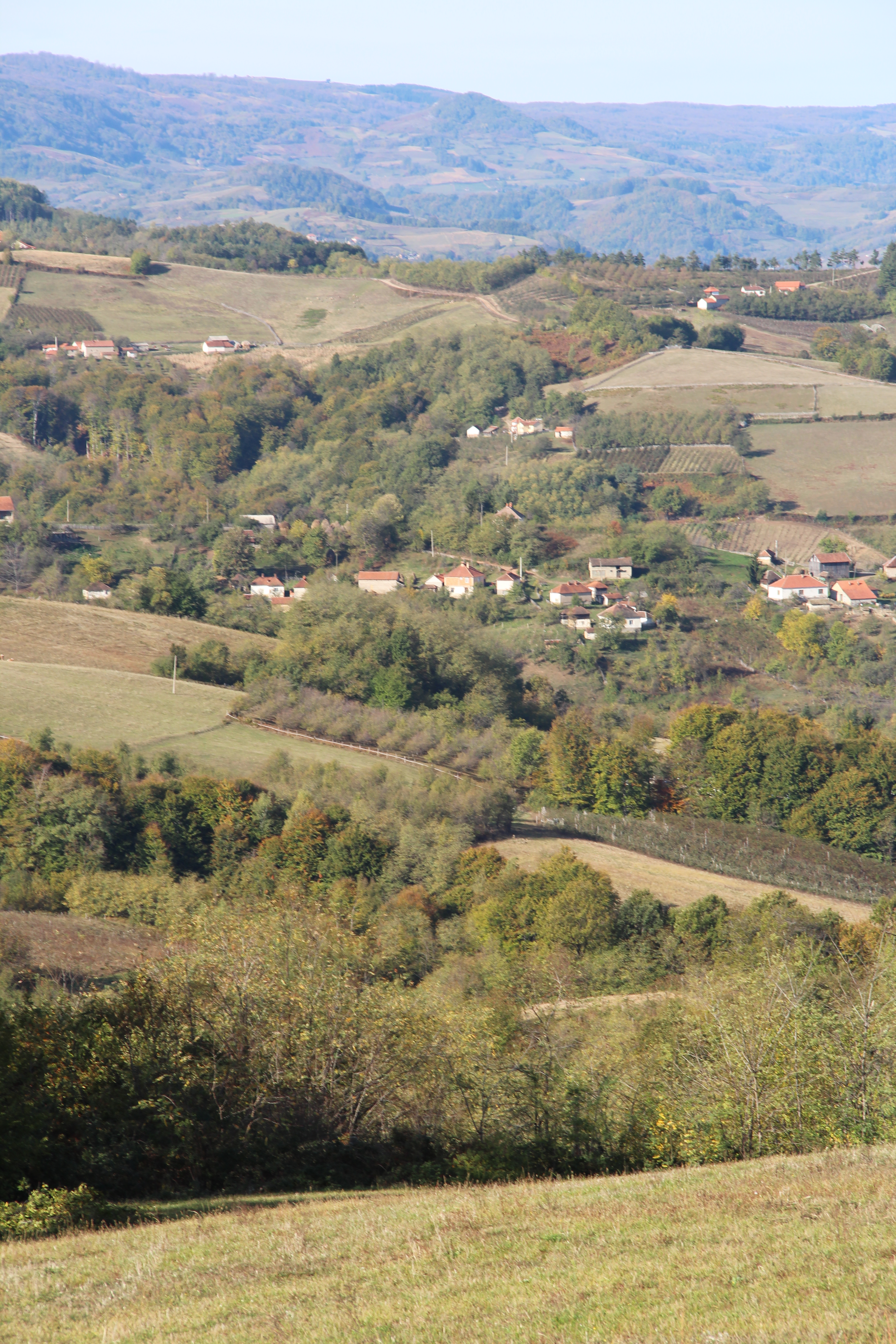
Lopatanj - panorama
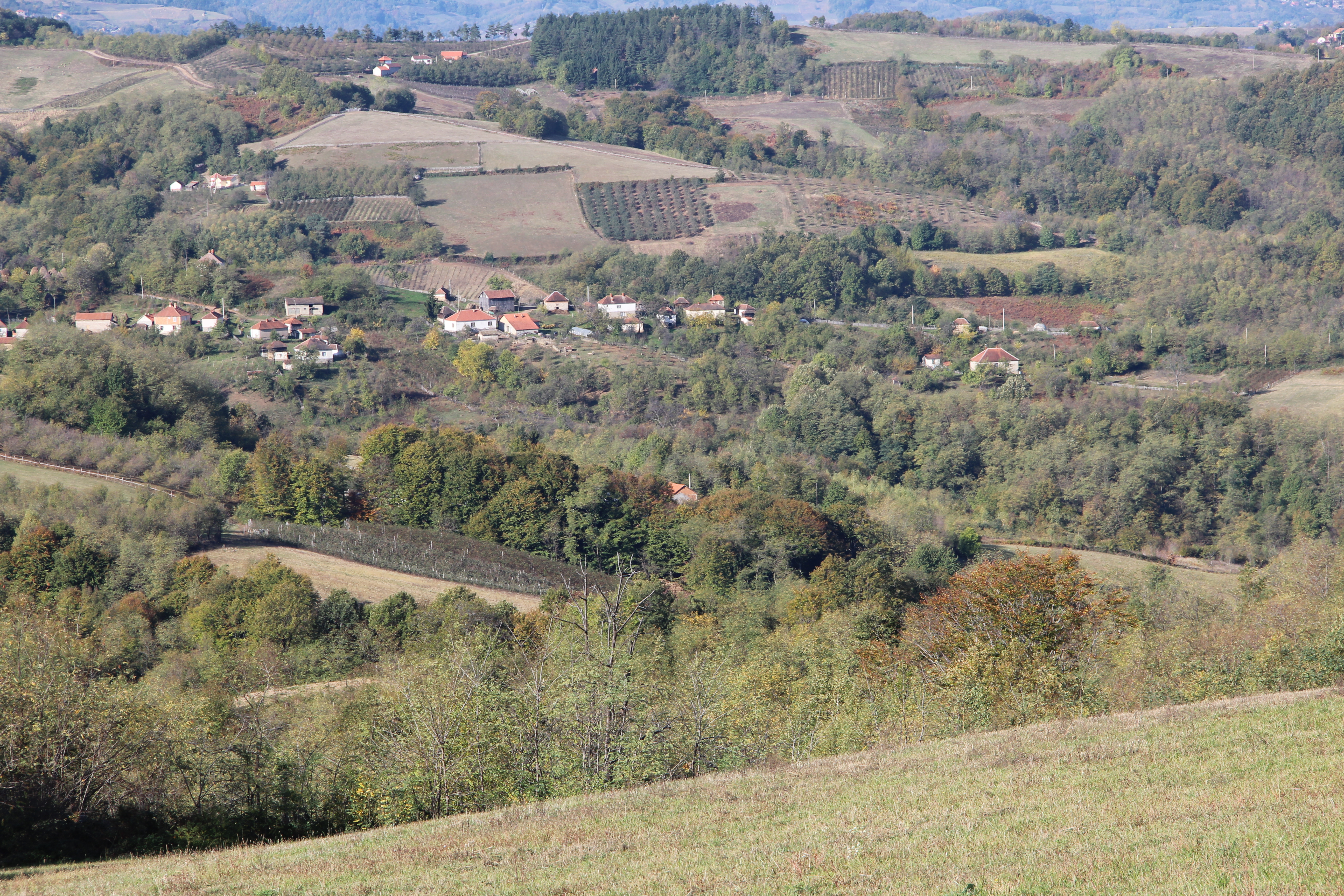
Lopatanj - panorama
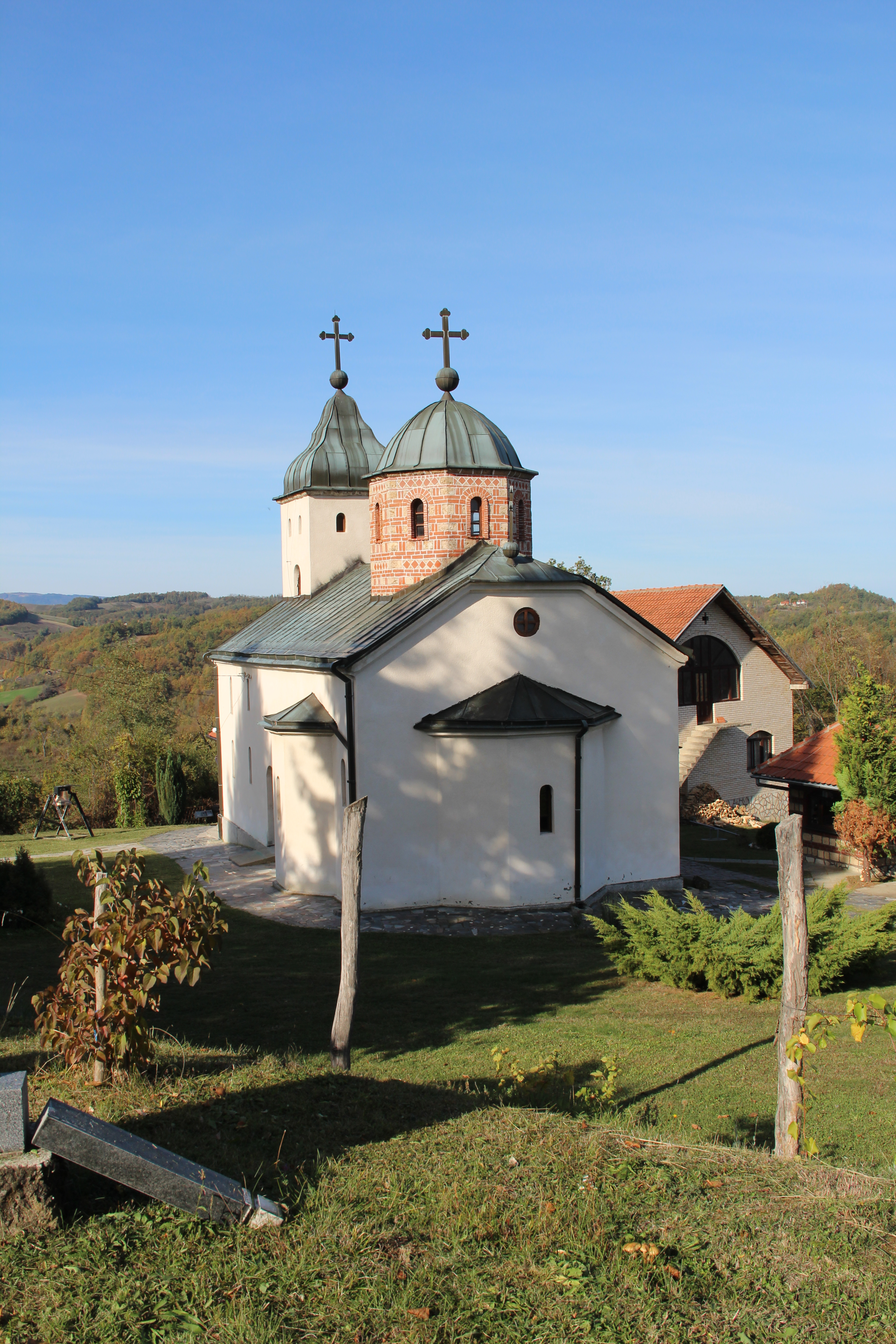
Lopatanj - St. Luke's Church